# 胡蒂亞帕 (卡瓦尼亞斯省)
胡蒂亞帕（西班牙語：Jutiapa），是薩爾瓦多的城鎮，位於該國東北部，由卡瓦尼亞斯省負責管轄，面積67.12平方公里，海拔高度629米，2013年人口3,166，人口密度每平方公里47.17人。
13°53′N 88°54′W / 13.883°N 88.900°W